# 安東·米塞特
安東·阿德里安·米塞特（荷蘭語：Anton Adriaan Mussert，發音：[ˈɑntɔ ˈmʏsərt]；1894年5月11日—1946年5月7日），荷蘭政治人物，於1931年起與他人共同創立荷蘭國家社會主義運動（NSB），並擔任其領導人直至該黨於1945年被取締。二戰期間，米塞特與德國佔領政府合作，但幾乎沒有獲得實際權力，並從1942年起擁有“荷蘭人民領袖”（Leider van het Nederlandsche Volk）的名義頭銜。 1945年5月，歐洲戰爭結束，米塞特被盟軍俘虜並逮捕。他被指控犯有叛國罪，並於1946年被處決。